# Francisco de Holanda
Francisco de Holanda, originalmente Francisco d'Olanda, (Lisboa, c. 6 de septiembre de 1517 - Lisboa, 19 de junio de 1584), fue un humanista, pintor, miniaturista, ilustrador, cartógrafo, arquitecto y teórico del arte portugués. Realizó importantes aportaciones al Renacimiento de España y Portugal.

## Biografía
Hijo de un pintor miniaturista de origen flamenco llamado Antonio de Holanda, inmigrante holandés, y de madre portuguesa perteneciente a una familia aristocrática, Holanda se educó en la corte de Évora en la casa del infante don Fernando, animada por un nutrido grupo de humanistas, aunque él —según dice en De pintura antigua—,  aprendió a escribir y a dibujar de su natural, sin maestro alguno. Ya entonces realizó algunas miniaturas y un mapa de África para don Martín de Portugal, primado de Indias. 
En contacto con Nicolau Chanterene, escultor de origen francés y formación renacentista afincado en Évora, Holanda se inició en la escultura en barro. André de Resende, poeta latino y «anticuario» le inició en el interés por los estudios clásicos y la epigrafía, siempre presente en su obra posterior. Con este bagaje partió hacia Roma en 1538, con solo veinte años, en el séquito de Pedro Mascarenhas, embajador ante la Santa Sede. De camino paró en Valladolid, donde Isabel de Portugal le encargó un retrato de su esposo, el emperador Carlos V, a quien encontró en Barcelona, si bien no obtuvo el permiso para retratarle. En Barcelona recibió el encargo del infante don Luis de dibujar las fortalezas que encontrase a su paso, lo que constituirá el origen del libro de las Os desenhos das antigualhas.

## Libros y manuscritos
Prosiguiendo el viaje a Italia por tierra, Holanda no se limitó a dibujar las instalaciones militares, añadiendo los dibujos de antigüedades y otras obras de arte que encontraba en su camino. En agosto, a los ocho meses de iniciado el viaje, llegó a Roma. Holanda llevaba cartas de recomendación del obispo de Viseu, don Miguel da Silva, quien había pasado largas temporadas en Italia e intimado con los Médici, gracias a las cuales pudo entrar en contacto con Vittoria Colonna y Miguel Ángel. Su encuentro lo relata en los diálogos da Pintura em a cidade de Roma, incluidos al final del tratado Da pintura antigua, donde otro de los interlocutores es el miniaturista Giulio Clovio. El libro es una fuente de primer orden para el conocimiento de las ideas artísticas e intelectuales de Miguel Ángel, con quien continuaría en relación epistolar muchos años después de este encuentro.

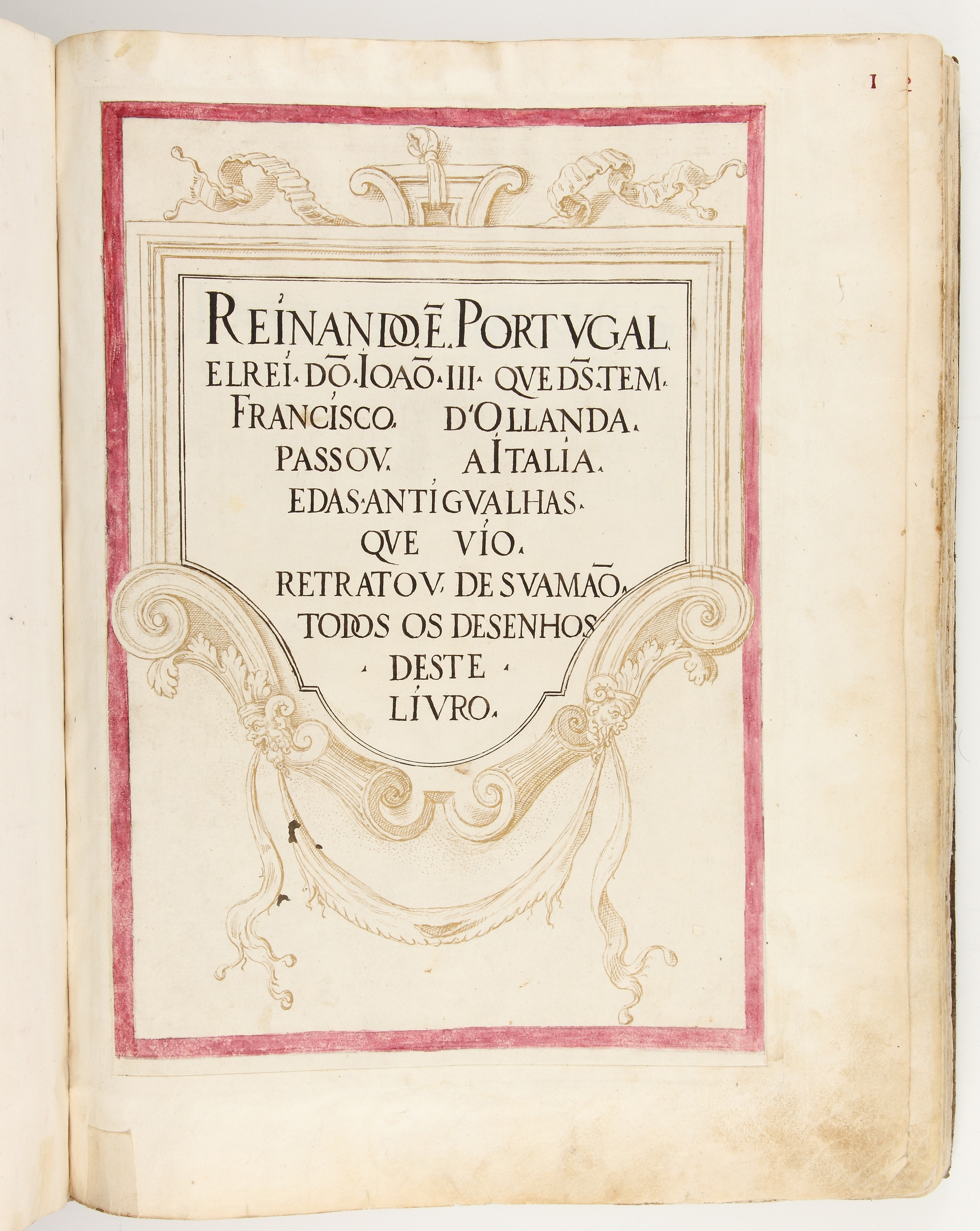
Portada de Os desenhos das antigualhas

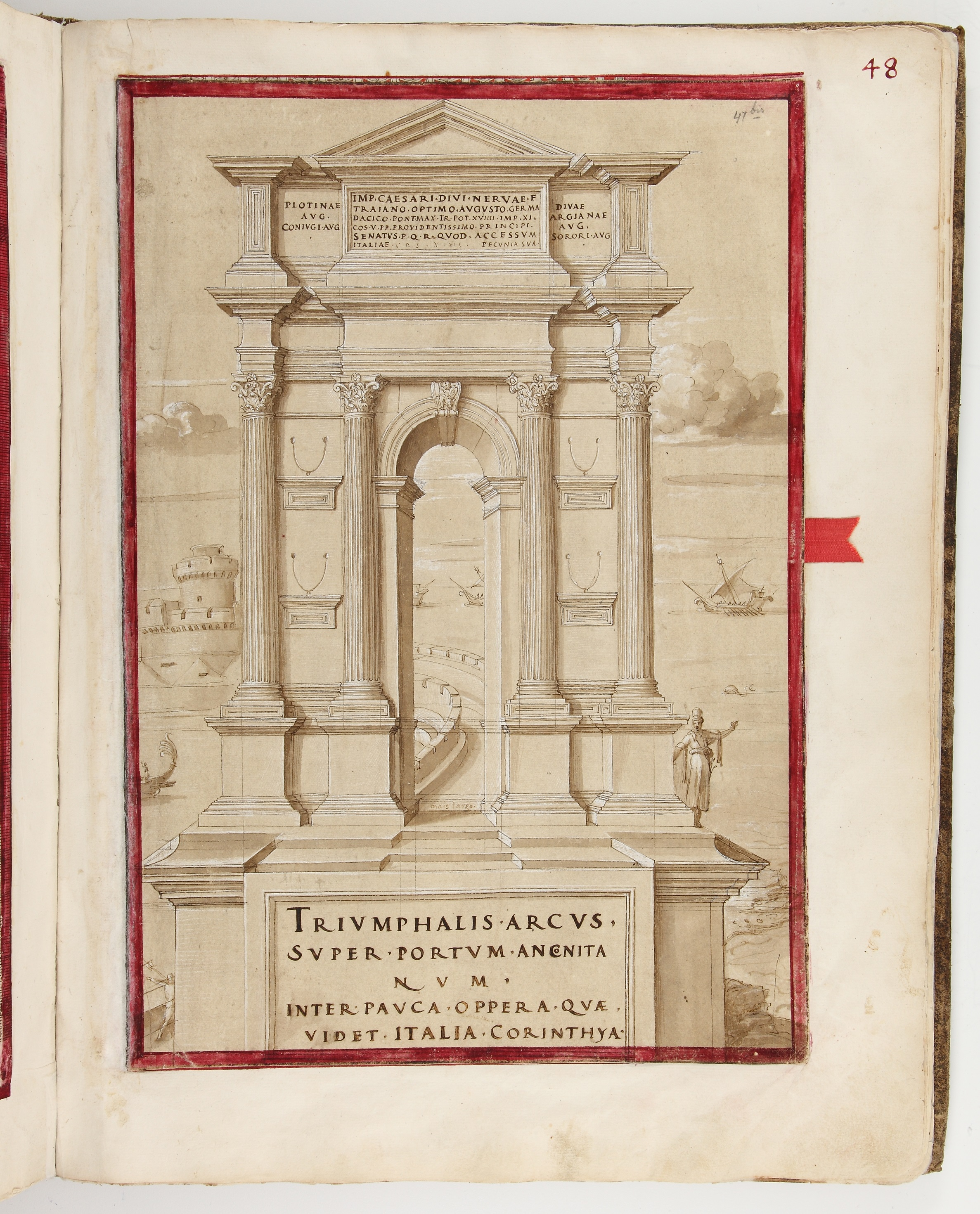
Arco de triunfo romano en Os desenhos das antigualhas

También se relacionó con Sebastiano del Piombo, Perino del Vaga y otros, pero particularmente fecundo fue el trato con Antonio da Sangallo el Joven, con quien compartió la afición a Vitrubio y al estudio de las antigüedades romanas. Allí, a la vez que recopilaba los libros que le servirían para sus escritos sobre pintura antigua, tomó los numerosos apuntes de las antigüedades romanas que incluyó en el libro Os desenhos das antigualhas, que posteriormente pasaría a poder de Felipe II, conservándose el original en la biblioteca del Monasterio de El Escorial. Algunos de estos dibujos, como los dedicados a la Domus Aurea de Nerón, constituyen testimonios arqueológicos únicos de obras desaparecidas. 

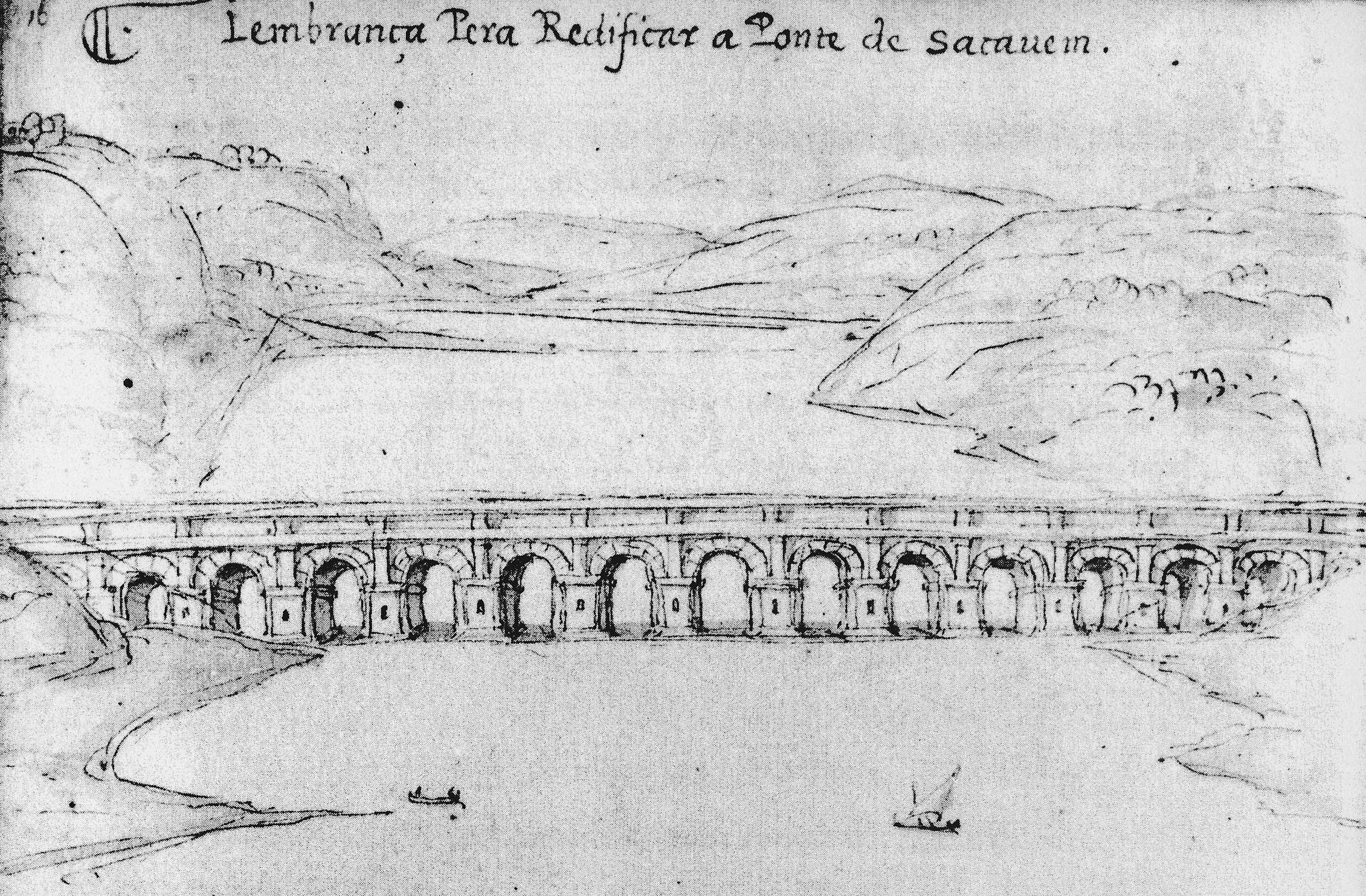
Dibujo del puente de Sacavém por Francisco de Holanda en De fábrica.

En marzo de 1540, tras haber recorrido buena parte de Italia, Holanda abandonó Roma en viaje de regreso. Ya en Lisboa entró al servicio del rey Juan III como hidalgo escudero, acompañando a las corte en sus desplazamientos y ejerciendo funciones de consejero artístico. Así, lo mismo hará retratos en miniatura de los miembros de la familia real, de los que alguno se ha conservado, como diseñará vestidos y decorados para las fiestas de la corte, o dará modelos para ornamentos litúrgicos igual que para fortificaciones. Su carrera cortesana llegó a su punto más alto en 1560 con su ingreso en la Orden de Cristo, contrayendo matrimonio con Luisa da Cunha de Sequeira, una dama de la reina Catalina de Austria, hija de Felipe El Hermoso y Juana La Loca.
Entre tanto, en 1548 terminó el Libro de la pintura antigua, primer tratado dedicado al estudio de la pintura en la península ibérica, impregnado de conceptos neoplatónicos en los que Holanda funda sus teorías artísticas. El libro se divide en tres partes, la primera de carácter teórico, no dialogada, en la que defiende que el arte no es meramente imitación y que el verdadero artista crea inspirado por el furor divino, además de establecer la superioridad de la pintura sobre las restantes artes y ciencias. La segunda constituida por los ya citados diálogos de Roma, y una terecera, incorporada un año después, titulada Do tirar polo natural, en la que se ocupa del arte del retrato en diálogo con un amigo de la infancia. En 1565 la obra fue traducida al castellano por Manuel Denís, pero no se imprimió hasta el siglo XIX. 

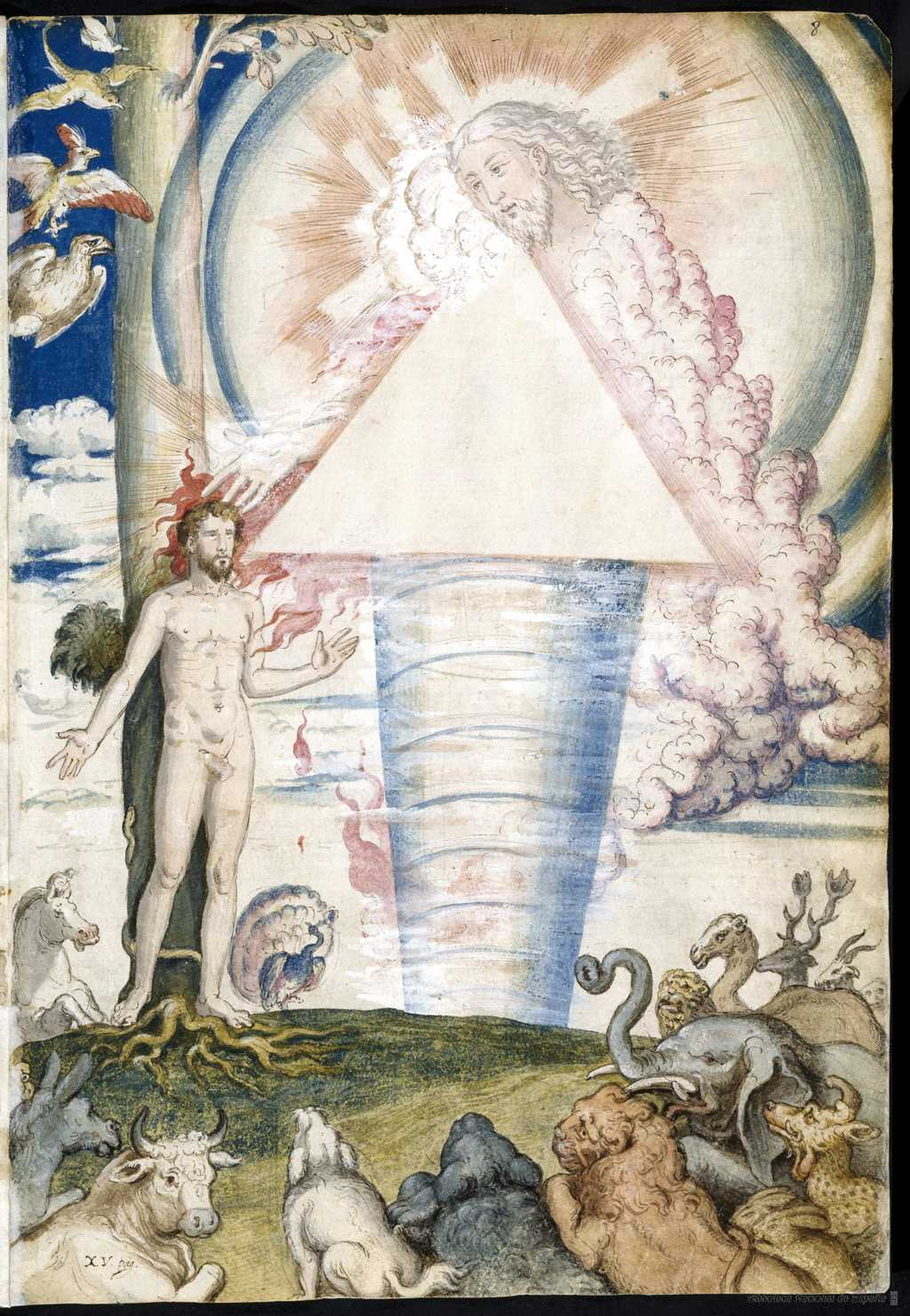
Dibujo de la creación del hombre en De Aetatibus Mundi Imagines, Madrid, Biblioteca Nacional de España, hacia 1553-1573.

Antes de terminar este tratado Holanda se había embarcado en otro ambicioso proyecto que no llegaría a concluir: el libro De Aetatibus Mundi Imagines (Madrid, Biblioteca Nacional de España), comenzado en 1545, con el que pretendía realizar una crónica del mundo en seis edades, empezando por los dibujos de los siete días de la Creación, donde el relato del Génesis se mezcla con las ideas de Platón. El libro, que consta de 164 dibujos, parece probable que el mismo Francisco de Holanda se lo regalase a Felipe II en 1582 en Lisboa, tras su proclamación como rey de Portugal, aunque en la disputa sucesoria él había declarado su fidelidad al prior de Crato, heredero de su antiguo protector, el infante don Luis. En 1571 escribió Da ciência do disenho, donde incluyó una especie de autobiografía en la que daba cuenta de sus muchos y variados trabajos. 

## Fallecimiento
Apartado de la Corte tras la muerte de Juan III de Portugal, la fortuna de Francisco de Holanda se vio afectada negativamente durante el reinado del infortunado rey Sebastián, quien asumió el trono a la temprana edad de tres años, bajo la regencia de su madre. El rey Sebastián desapareció en la batalla de Alcazarquivir, en Marruecos, en 1578, a los 24 años, dando origen a la duradera leyenda místico-política conocida como el sebastianismo.
A la muerte de don Sebastián se declaró partidario del prior de Crato, don Antonio, pero no fue molestado a la proclamación de Felipe II en 1581. Se ofreció al rey para trabajar en El Escorial, sin conseguirlo, aunque se le encargó una pintura de la Virgen con el Niño, actualmente perdida. En 1583 se le confirmó la pensión que recibía por sus servicios a la corte de Portugal. Un año más tarde moría, en Lisboa, el 19 de junio de 1584.

## Obra
- Os desenhos das antigualhas, de 1538 a 1541 [2]
- De aetatibus mundi imagines, 1545
- Da Pintura Antiga, 1548, cuya segunda parte son los Diálogos de Roma
- Do tirar polo natural, 1549
- Da fábrica que falece à cidade de Lisboa, 1571
- De quanto serve a ciência do desenho e entendimento da arte da pintura, na república christâ assim na paz como na guerra, 1571
- Da ciência do disenho, 1571
- De Cristo Homen, 1583